# Talmavägen
Talmavägen är en 20 km vägsträcka färdigställd 1962 mot sydöst mellan byarna Laimo och Salmi utan anslutning till allmänna vägnätet eller reguljär bilfärja. Vägen går huvudsakligen inom Talma sameby, därav dess namn.
Vägen är beskriven i Vägen till ingenstans, en svensk dokumentärfilm (längd 76 minuter), som gjorts av Johan Palmgren, filmen premiärvisades 11 oktober 2024 och visades på SVT 2, 30 december 2024. Filmen skildrar människorna längs vägsträckan. 